# هستی‌شناسی بالایی
هستی‌شناسی بالایی (به انگلیسی: Upper ontology) در علم اطلاعات، نوعی هستی‌شناسی است که در آن فقط عبارات بسیار کلی (مثل «شیء»، «ویژگی»، «رابطه») که در همه زیردامنه‌ها مشترک است، قرار دارد. کاربرد مهم هستی‌شناسی بالایی فراهم نمودن «تعامل‌پذیری معنایی» در بین هستی‌شناسی‌های خاص-دامنه است. در واقع هستی‌شناسی بالایی این کار را از طریق ایجاد یک نقطه شروع برای فرمول‌بندی تعریف‌های دامنه انجام می‌دهد.
به هستی‌شناسی بالایی، هستی‌شناسی سطح بالا، مدل بالایی، یا هستی‌شناسی بنیادین هم گفته می‌شود.
اصطلاحات موجود در «هستی‌شناسی دامنه» در زیر اصطلاحات «هستی‌شناسی بالایی» قرار دارند، یعنی کلاس‌های «هستی‌شناسی بالایی» فراکلاس یا فرامجموعه کل کلاس‌های موجود در «هستی‌شناسی دامنه» می‌باشد.
تعدای هستی‌شناسی بالایی پیشنهاد شده که هر کدام طرفداران خاص خود را دارد.
سامانه‌های رده‌بندی کتابخانه‌ای، از نظر زمانی، قبل از سامانه‌های هستی‌شناسی بالایی بودند. اگر چه مثل هستی‌شناسی بالایی، «رده‌بندی کتابخانه‌ای» هم دانش را از طریق مفاهیم کلی مشترک بین همه دامنه‌ها سازماندهی و رده‌بندی می‌کند، با هم متفاوت اند و هیچ‌کدام جایگزین دیگری نیست.